# Genycharax
Genre
Genycharax est un genre de poissons téléostéens de la famille des Characidae et de l'ordre des Characiformes. Le genre Genycharax est mono-typique, c'est-à-dire qu'il n'est composé que d'une seule espèce, Genycharax tarpon.

## Liste d'espèces
Selon FishBase (10 juin 2015):
- Genycharax tarpon Eigenmann, 1912